# Her kommer Donovan (film)
Her kommer Donovan (originaltitel Donovan's Reef) er en amerikansk actionfilm og komedie fra 1963, instrueret af John Ford. Filmen handler om en "dydig" ung kvinde (spillet af Elizabeth Allen), der ankommer til en sydhavsø på jagt efter sin forsvundne far. Her møder hun et par gamle sømænd. Det var den sidste film, som John Ford og John Wayne lavede sammen. I andre hovedroller ses Dorothy Lamlur, Lee Marvin, Cesar Romero og Jack Warden.
Kilde: Donovan's Reef på den engelske Wikipedia. 